# 사하론 셸라흐
사하론 셸라흐(히브리어: שַׂהֲרֹן שֶׁלַח IPA: [sahaˈron ʃeˈlax], 1945년 -)는 이스라엘의 수학자이다. 예루살렘 히브리 대학교와 럿거스 대학교의 수학 교수이다. 수리논리학과 집합론에 공헌하였다.

## 생애
셸라흐는 1945년 7월 3일 영국 위임통치령 팔레스타인의 예루살렘에서 시인이자 정치운동가인 요나탄 라토시(히브리어: יוֹנָתָן רטוש, 본명 우리엘 셸라흐 히브리어: אוּרִיאֵל שֶׁלַח)의 아들로 태어났다. 이후 이스라엘이 독립함에 따라 이스라엘 시민이 되었으며, 1969년에 예루살렘 히브리 대학교에서 박사 학위를 취득하였다. 야엘(히브리어: יָעֵל)과 결혼하였고, 2012년 기준으로 세 명의 아이가 있다.

## 업적
셸라흐는 논문을 다작(多作)하는 것으로 유명하다. 2012년까지 1천 편 가량의 논문을 썼으며, 공저자 수만 220명이 넘는다. 셸라흐의 관심사는 수리논리학 전반에 걸쳐 있으며, 그 중에서도 모형 이론과 집합론의 업적이 잘 알려져 있다.
모형 이론에서 셸라흐는 분류 이론(classification theory)을 개발하여 이론의 스펙트럼에 대한 몰리 문제(영어: Morley's problem)를 풀었다. 집합론에서는 진강제법(proper forcing)의 개념을 발명하였다. 또 가능 공종도 이론을 개발하여, 기수의 산술에서 선택 공리를 추가한 체르멜로-프렝켈 집합론으로 증명할 수 있는 자명하지 않는 정리들이 있음을 보였다.
군론에서 셸라흐는 쿠로시 괴물(영어: Kurosh Monster, 모든 진부분군이 가산 군인 비가산 군)을 구성하였고, 화이트헤드 문제가 선택 공리를 추가한 체르멜로-프렝켈 집합론과 독립적임을 보였다. 판 데르 바에르던 수의 원시 재귀 상한(primitive recursive upper bound)을 구하기도 했다. 또한 사회 선택 이론의 애로의 불가능성 정리를 일반화하기도 했다.

## 참고 문헌
1. ↑  “보관된 사본”. 2012년 8월 19일에 원본 문서에서 보존된 문서. 2012년 5월 13일에 확인함.
2. ↑  שלח, שהרן (2001년 4월 5일). “זיכרונותיו של בן” (히브리어). הארץ.  כשעמדתי להציג לפני חברתי יעל (עתה רעייתי) את בני משפחתי…הפרופ' שהרן שלח מן האוניברסיטה העברית בירושלים, בנו של יונתן רטוש…
3. ↑  Réka, Szász (2001년 3월). “Harc a matematikával és a titkárnőkkel” (헝가리어). Tudományos. 2012년 4월 3일에 원본 문서에서 보존된 문서. 2012년 5월 13일에 확인함. A gyerekei mivel foglalkoznak? A nagyobbik fiam zeneelméletet tanul, a lányom történelmet, a kisebbik fiam pedig biológiát.